# Chō Soku Henkei Gyrozetter
Chō Soku Henkei Gyrozetter (超速変形ジャイロゼッター?) è un videogioco della Square Enix, adattato in una serie televisiva anime nell'ottobre 2012 dalla A-1 Pictures.

## Trama
Nel XXI secolo il Giappone ha creato le AI cars, auto con un'intelligenza artificiale e ha istituito speciali accademie per addestrare i ragazzi ad utilizzarle. Kakeru Todoroki, uno studente di quinta classe dell'Accademia Arcadia, viene scelto per pilotare la AI car che salverà l'umanità e può trasformarsi in un robot, dal nome Gyrozetter.

## Personaggi e doppiatori
- Marina Inoue: Kakeru Todoroki
- Yoshitsugu Matsuoka: Shunsuke Hayami
- Yuka Iguchi: Rinne Inaba

## Media

### Manga
Un manga basato sul videogioco è stato scritto ed illustrato da Teruaki Mizuno e serializzato dall'ottobre 2012 all'aprile 2014 sulla rivista Saikyō Jump edita da Shūeisha.

### Anime
Un adattamento anime è stato prodotto dallo studio d'animazione A-1 Pictures e trasmesso in Giappone su TXN e AT-X dal 2 ottobre 2012 al 24 settembre 2013 per un totale di 51 episodi.

#### Episodi
| Nº | Giapponese 「Kanji」 - Rōmaji                                                          | In onda           | In onda |
| Nº | Giapponese 「Kanji」 - Rōmaji                                                          | Giapponese        |         |
| 1  | 「ライバード駆ける！！」 - Raibādo kakeru!                                             | 2 ottobre 2012    |         |
| 2  | 「ロゼッタグラフィーの秘密」 - Rozettagurafī no himitsu                                | 9 ottobre 2012    |         |
| 3  | 「華麗なる第三のドライバー」 - Kareinaru daisan no doraibā!                            | 16 ottobre 2012   |         |
| 4  | 「対決！レーシングバトル」 - Taisetsu! Rēshingu batoru!                                | 23 ottobre 2012   |         |
| 5  | 「登場！イレイザー-01！」 - Tōjō! Irezā-01!                                            | 30 ottobre 2012   |         |
| 6  | 「激闘!ライバードVSギルテイス!」 - Gekitō! Raibādo VS Giruteisu!                       | 6 novembre 2012   |         |
| 7  | 「転校生サトリ」 - Denkousei Satori                                                    | 13 novembre 2012  |         |
| 8  | 「疾走！エーアイカー失踪事件！」 - Shissou! Ēai kā shissōjiken!                        | 20 novembre 2012  |         |
| 9  | 「盗まれたジャイロコマンダー」 - Nusumareta jairo komandā                              | 27 novembre 2012  |         |
| 10 | 「ギルテイス再び!」 - Giruteisu futatabi!                                              | 4 dicembre 2012   |         |
| 11 | 「ライバードのいない日」 - Raibaado no inai hi                                         | 11 dicembre 2012  |         |
| 12 | 「完成！ライバードHS」 - Kansei! Raibādo HS                                            | 18 dicembre 2012  |         |
| 13 | 「グレートクラーケンの悪夢」 - Gurēto kurāken no akumu                                 | 25 dicembre 2012  |         |
| 14 | 「超速特番全部見せますジャイロゼッター」 - Chō soku tokuban zenbu misemasu Jairozettaa | 8 gennaio 2013    |         |
| 15 | 「はじめましてドルフィーネ」 - Hajimemashite Dorufīne!                                 | 15 gennaio 2013   |         |
| 16 | 「マイクマンの恋」 - Maikuman no koi                                                   | 22 gennaio 2013   |         |
| 17 | 「爆走！デスマッチ！」 - Bakusou! Desu macchi!                                         | 29 gennaio 2013   |         |
| 18 | 「ときめきバランタイン」 - Tokimeki Balantain                                          | 5 febbraio 2013   |         |
| 19 | 「パンダが街にやってきた！」 - Panda ga machi ni yattekita!                            | 12 febbraio 2013  |         |
| 20 | 「お笑いヒーロー誕生！」 - Owarai hīrō tanjō!                                          | 19 febbraio 2013  |         |
| 21 | 「Let's Go! ラリーでかっとばせ！」 - Let's Go! Rarī de kattobase!                      | 26 febbraio 2013  |         |
| 22 | 「サトリ! さかいの一撃!」 - Satori! Sakai no ichigeki!                                 | 5 marzo 2013      |         |
| 23 | 「イレザー軍団登場！」 - Irezā gundan tōjō!                                            | 12 marzo 2013     |         |
| 24 | 「跳べ! 三回転ジャンプ！」 - Tobe! Sankaiten janpu！                                   | 19 marzo 2013     |         |
| 25 | 「ジャイロアーク危機一髪!」 - Jairoāku kikippatsu!                                     | 26 marzo 2013     |         |
| 26 | 「覚醒RRR！バーストコアの秘密」 - Kakusei RRR! Bāsutokoa no himitsu                    | 2 aprile 2013     |         |
| 27 | 「そのサキの未来から」 - Sono Saki no mirai-kara                                       | 9 aprile 2013     |         |
| 28 | 「ギルティスの果たし状」 - Girutisu no hatashijō                                       | 16 aprile 2013    |         |
| 29 | 「夕やけライトニングスラッシュ」 - Yūyake raitoningu surasshu                          | 23 aprile 2013    |         |
| 30 | 「絶体絶命！ライバード」 - Zettaizetsumei! Raibādo                                     | 30 aprile 2013    |         |
| 31 | 「その予言はシャイニングエディション」 - Sono yogen wa shaining edishon                | 7 maggio 2013     |         |
| 32 | 「轟け！メヴィウスオーバードライブ」 - Todoroke! Meviusu Ōbādoraibu                    | 14 maggio 2013    |         |
| 33 | 「狙われたSE」 - Nerawareta SE                                                         | 21 maggio 2013    |         |
| 34 | 「雨のドキドキドライブ」 - Ame no dokidoki doraibu                                     | 28 maggio 2013    |         |
| 35 | 「イレイザー６６６見参！」 - Ireizā 666 kenzan!                                        | 4 giugno 2013     |         |
| 36 | 「ネコと花火と夏まつり」 - Neko to hanabi to natsu-matsuri                             | 11 giugno 2013    |         |
| 37 | 「マッハをこえろ！激走だＺ！！」 - Mahha o koero! Gekisōda Z!!                         | 18 giugno 2013    |         |
| 38 | 「キングの王道！キメライガー登場」 - Kingu no ōdō! Kimeraigā tōjō                      | 25 giugno 2013    |         |
| 39 | 「はじまりは流星の下で」 - Hajimari wa ryūsei no shita de                              | 2 luglio 2013     |         |
| 40 | 「絶望の翼！アルバロスを倒せ！」 - Zetsubō no tsubasa! Arubarosu o taose!              | 9 luglio 2013     |         |
| 41 | 「不思議な古都の不思議な夜」 - Fushigina koto no fushigina yoru                        | 16 luglio 2013    |         |
| 42 | 「南の島のアブナイ夏休み」 - Minami no shima no abunai natsuyasumi                     | 23 luglio 2013    |         |
| 43 | 「開幕！アルカディアＧＰ！」 - Kaimaku! Arukadia GP!                                   | 30 luglio 2013    |         |
| 44 | 「とめろ！ＧＰ破壊計画！」 - Tomero! GP hakai keikaku!                                 | 6 agosto 2013     |         |
| 45 | 「決着！アルカディアＧＰ」 - Ketchaku! Arukadia GP                                     | 13 agosto 2013    |         |
| 46 | 「撮影快調！ヒーローは誰だ！？」 - Satsuei kaichō! Hīrō wa dareda?                     | 20 agosto 2013    |         |
| 47 | 「夏の終わり秋の始まり」 - Natsu no owari aki no hajimari                              | 27 agosto 2013    |         |
| 48 | 「ハルカなる未来の君へ」 - Haruka naru mirai no kimi he                                | 3 settembre 2013  |         |
| 49 | 「冥府の王！デスゼノン」 - Meifu no ō! Desu Zenon                                      | 10 settembre 2013 |         |
| 50 | 「ジャイロゼッター戦争の危機」 - Jairozettā sensō no kiki                              | 17 settembre 2013 |         |
| 51 | 「未来へカケル！ライバード！」 - Mirai he kakeru! Raibādo!                             | 24 settembre 2013 |         |

#### Colonna sonora
Sigla di apertura
- Let's Go! di Masahiko Kondō

Sigle di chiusura
- Strobe delle Tempura Kidz (ep. 1-17)
- One Step delle Tempura Kidz (ep. 18-51)